# محمد ظل‌الرحمن
محمد ظل‌الرحمن یا محمد زیلور رحمان (بنگالی: মোঃ জিল্লুর রহমান؛ زاده ۹ مارس ۱۹۲۹ – درگذشته ۲۰ مارس ۲۰۱۳) سیاست‌مدار اهل بنگلادش بود. وی رئیس‌جمهور سابق بنگلادش پس از عیاض الدین احمد، از فوریه ۲۰۰۹ تا مارس ۲۰۱۳ بود. او همچنین به عنوان دومین مقام ارشد حزب عوامی لیگ به شمار می رفت.
زیلور رحمان به دلیل عوارض کهولت سن، در بیستم ماه مارس ۲۰۱۳ (۳۰ اسفند سال ۱۳۹۱)، در سن ۸۴ سالگی در گذشت، پس از آن کفالت ریاست‌جمهوری این کشور اسلامی را محمد عبدالحمید برعهده گرفت.